# بردگوری کاج ۲
بردگوری کاج ۲ در شهرستان اردل، روستای کاج واقع شده و این اثر در تاریخ ۸ خرداد ۱۳۸۰ با شمارهٔ ثبت ۳۸۸۱ به‌عنوان یکی از آثار ملی ایران به ثبت رسیده است.